# Vemod
Vemod è il primo album in studio del gruppo rock svedese Anekdoten, pubblicato nel 1993.

## Tracce
1. Karelia – 7:20
2. The Old Man & the Sea – 7:50
3. Where Solitude Remains – 7:20
4. Thoughts in Absence – 4:10
5. The Flow – 6:58
6. Longing – 4:50
7. Wheel – 7:52

## Formazione

### Gruppo
- Nicklas Berg  – chitarra, mellotron
- Anna Sofi Dahlberg – violoncello, mellotron, voce
- Jan Erik Liljeström – basso, voce
- Peter Nordins – percussioni

### Ospiti
- Per Wiberg – piano
- Pär Ekström –  flicorno soprano, cornetta